# Drżączka średnia
Drżączka średnia (Briza media L.) – gatunek byliny z rodziny wiechlinowatych. Występuje w Europie, zachodniej Azji oraz w rejonie Himalajów i w Maroku. Introdukowana została do Ameryki Północnej i Południowej. W Polsce rośnie na terenie całego kraju.

## Morfologia

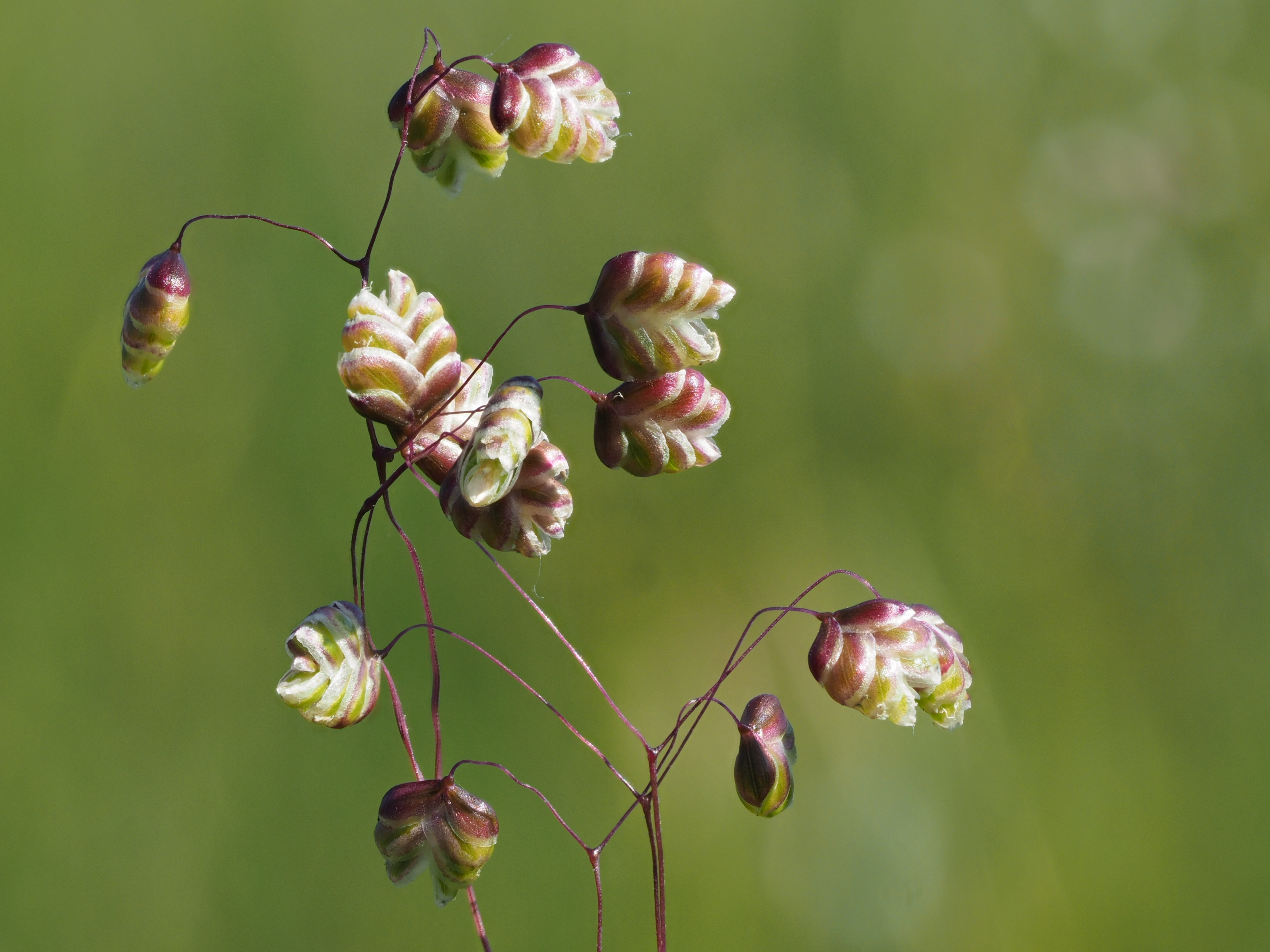
Kwiatostan

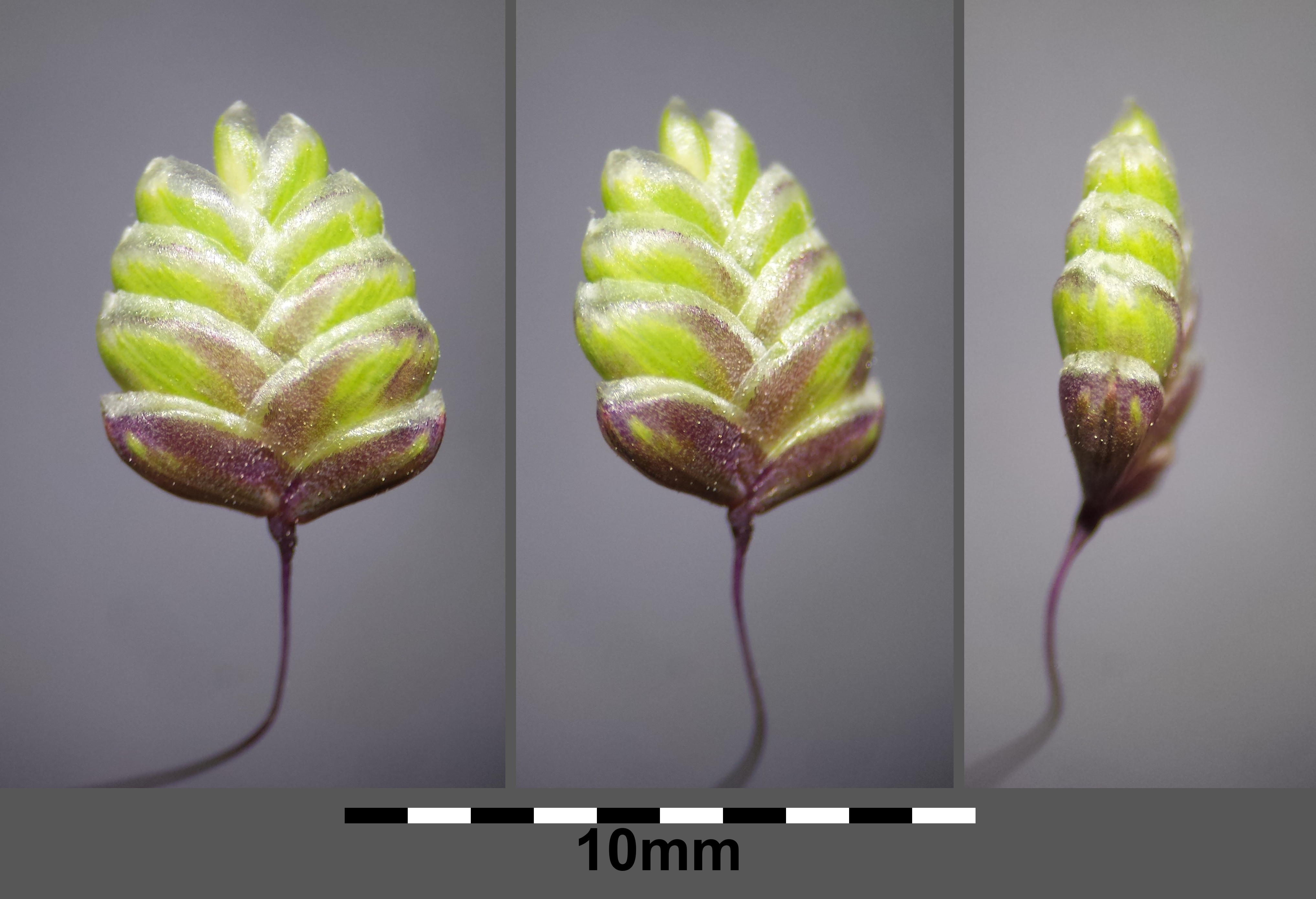
Kłoski

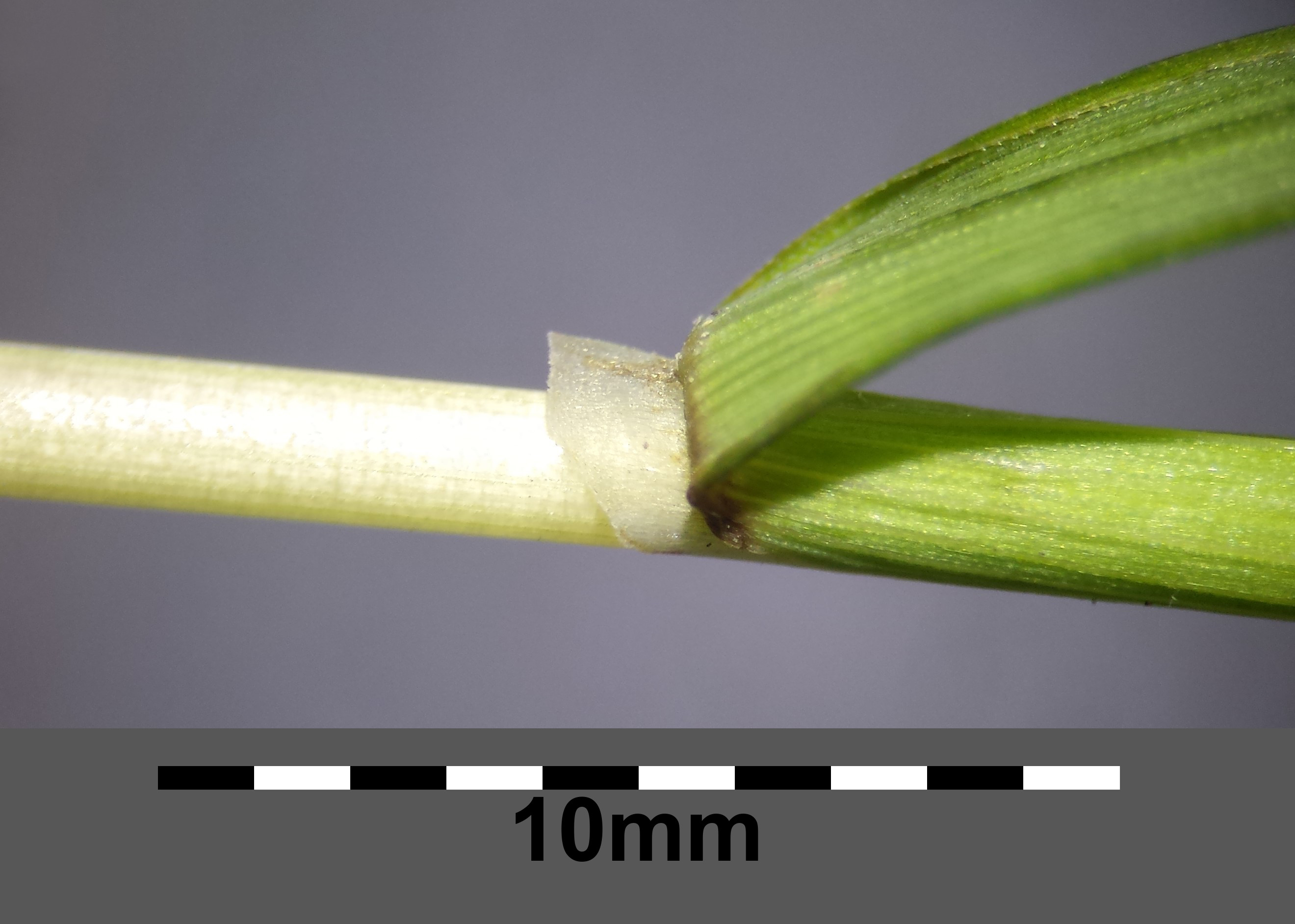
Języczek

PokrójTworzy luźne kępy.
ŁodygaOsiąga wysokość 20–50 cm. Kłącze wypuszcza niewielkie rozłogi. Źdźbła prosto wzniesione, słabo ulistnione, często fioletowawe.
LiścieBlaszka liściowa o szorstkim brzegu, szerokości 2–4(5) mm.
KwiatyZebrane w kwiatostan – szeroko rozpierzchłą, piramidalną wiechę długości do 15 cm. Na każdym piętrze po 2 cienkie, faliste gałązki, na szczytach których osadzone są kłoski, kulistojajowate lub sercowate, długości około 7 mm, złożone z 3–12 kwiatów. Plewki dolne wydęte, górne błoniaste, z wyciętym szczytem, zielonkawe do fioletowych. Kwiaty posiadają po 2 znamiona i 3 pręciki. Kwitnie od maja do lipca.

## Biologia i ekologia
Bylina, hemikryptofit. Występuje od niżu po położenia górskie, w klimacie oceanicznym. Rośnie w zbiorowiskach trawiastych, jak łąki trzęślicowe, łąki świeże, pastwiska, ubogie i zwarte murawy, polany, zręby. Preferuje stanowiska nasłonecznione, gleby próchniczne, umiarkowanie kwaśne, świeże. Ze względu na małe zapotrzebowanie na składniki pokarmowe może rosnąć na najuboższych glebach. Liczba chromosomów 2n = 14, 28.

## Zastosowanie
Roślina uprawnaStosowana jako jeden z gatunków do zakładania łąk średniej jakości. Stanowi składnik paszy, jednak sama posiada dosyć niewielką wartość pokarmową.
Roślina ozdobnaUprawiana jako bylina rabatowa i na suche bukiety.